# Turtle Bay Exploration Park

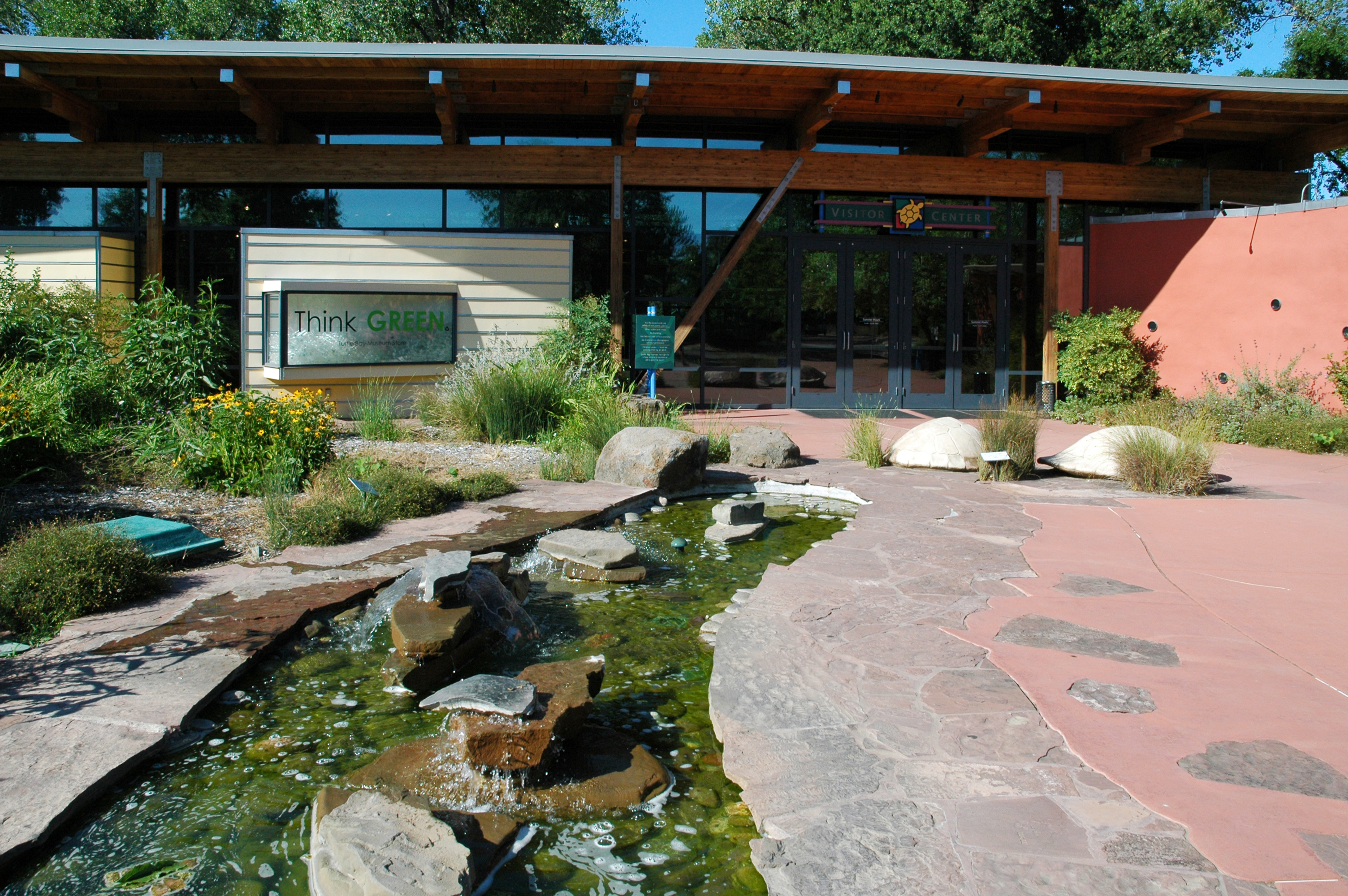
Bezoekerscentrum van het Turtle Bay Exploration Park

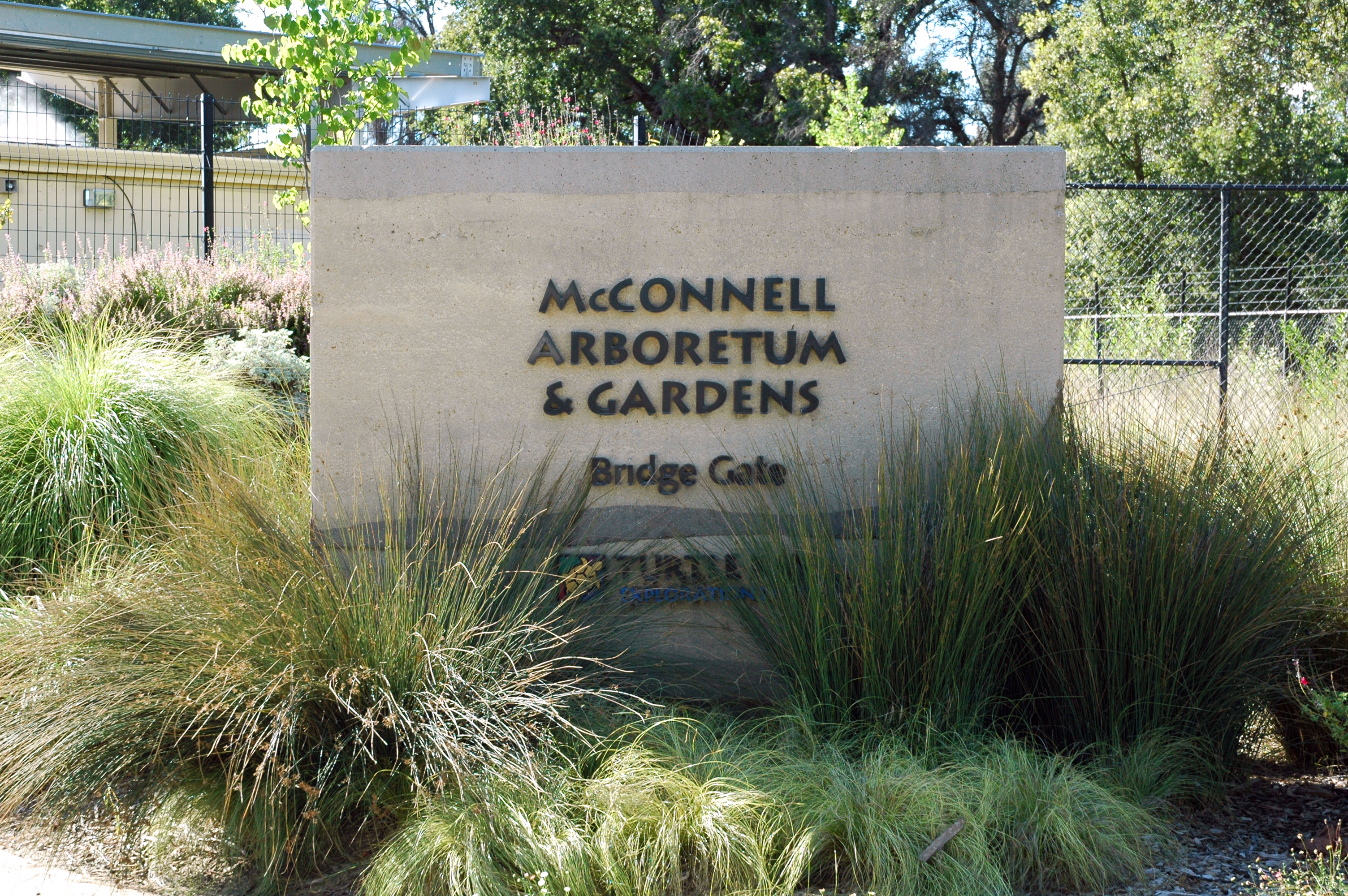
Oostelijke toegang tot de botanische tuin

Het Turtle Bay Exploration Park is een museumcomplex in de Amerikaanse stad Redding (Californië) waarin de relatie tussen mens en natuur centraal staat. Er is een botanische tuin en arboretum (McConnell Arboretum & Botanical Gardens), een museum over natuurlijke historie en wetenschap (Turtle Bay Museum), en een "kamp" waar allerlei educatieve programma's georganiseerd worden (Paul Bunyan's Forest Camp). Het Turtle Bay Exploration Park bevindt zich op de oevers van de Sacramento River ten noordoosten van downtown Redding. De twee delen worden met elkaar verbonden door de Sundial Bridge, een opvallende voetgangersbrug ontworpen door Santiago Calatrava. Andere bezienswaardigheden in het park omvatten de Monolith - de ruïnes van een betonfabriek - en allerlei publieke kunstwerken. Ten slotte verblijven er een aantal wilde dieren in het Turtle Bay Park.

## Botanische tuin
De McConnell Arboretum & Botanical Gardens (ook bekend als het Redding Arboretum) openden op 30 mei 2005. De tuinen beslaan 120 hectare waarvan 80 hectare een arboretum vormen.
In de botanische tuinen komen vooral planten uit gebieden met een mediterraan klimaat, zoals het Middellandse Zeegebied, Zuid-Afrika, Chili, Zuid- en West-Australië en Californië ten westen van de Sierra Nevada. Daarnaast zijn er een kindertuin, vlindertuin en een aantal gespecialiseerde tuinen.
Aan de botanische tuin is een plantenkwekerij (Nursery) verbonden, waar droogtetolerante en inheemse planten gekweekt en verkocht worden.